# Gaspër Thaçi
Gasper Thaçi (Shkodër, Albania, 23 de enero de 1889-Shkodër, 26 de mayo de 1946) fue un obispo católico y preso político albanés.

## Biografía

### Primeros años
Proveniente de una familia de comerciantes, hermano del escritor Kolë Thaçi. Ingresó al seminario de Shkodër pero fue enviado a Innsbruck (Austria) para estudiar teología donde el 23 de enero de 1911 fue ordenado sacerdote. Trabajó en las parroquias de Nenshat, Dajç y Qelez en la diócesis de Sapa. En 1930 regresó a Shkodër, donde se convirtió en párroco de la parroquia local, ayudando al arzobispo Lazer Mjedja en su trabajo, ya que estaba enfermo.
Ordenado obispo el 27 de enero de 1936 por el papa Pío XI, dos meses después fue nombrado Ordinario de la Archidiócesis de Shkodër y Primado de Albania. También ocupó este cargo durante la invasión italiana de Albania, manteniendo conversaciones con las autoridades italianas, que luego sirvieron de pretexto a las autoridades comunistas para acusar a Thaçi de colaboración con los italianos. Thaçi fue el iniciador de la construcción de nuevos templos en la diócesis de Skadar, así como de una capilla en el cementerio católico Rrmajt en Shkodër.

### Últimos años
Después de que los comunistas tomaron el poder, mantuvo conversaciones con Sejfulla Maleshova, quien le propuso la creación de un Partido Demócrata Cristiano. Las conversaciones que mantuvo como jefe de la Iglesia albanesa con el presidente de Albania Enver Hoxha sobre el nuevo estatus de la comunidad terminaron en fracaso en 1950. Thaçi se opuso a la ruptura de los vínculos de la Iglesia católica albanesa con la Santa Sede y a la creación de una iglesia nacional, por lo que fue arrestado. Junto con dos de sus compañeros sacerdotes Dede (Ciprian) Nikaj y Vincent Prennushi fueron falsamente acusados de haber escondido armas debajo del altar de san Antonio, en su iglesia, pasado a ser parte de los mártires de la Albania comunista.
Su estancia en la prisión de Skadar, sin asistencia médica, provocó un rápido deterioro de su salud, relacionado con la diabetes que padecida desde hacía mucho tiempo. Tras salir de prisión, pasó los últimos meses de su vida bajo arresto domiciliario. Falleció el 26 de mayo de 1946 a los 57 años de edad. Al funeral, que tuvo lugar el 29 de mayo de 1946, asistieron 1200 personas. Fue enterrado en la catedral de Skadar. En 1967, durante el período de ateización del país, sus restos fueron trasladados de la catedral al cementerio de la ciudad.

## Conmemoración
Dos frescos conmemorativos a los mártires cristianos falsamente acusados fueron pintados por un autor local con el título de Gran difamación (Shpifja e Madhe) en la iglesia de san Francisco de Gjuhadol en Shkodër, donde se describe algunos aspectos que muestra a los frailes encadenados cargando fusiles previamente escondidos por las autoridades, en el altar de San Antonio para acusarlos y detenerlos. Los ahora beatos, los comunistas, abrazados por los demonios, perpetran la detención. Satanás colabora con los comunistas; el pueblo fiel asiste aterrado ante el suceso, sabedores de la persecución que se les avecina.